# Илия Аврамов
Илия Аврамов или Попаврамов (изписване до 1945 година: Илия попъ Аврамовъ) е български революционер, войвода на Вътрешната македонска революционна организация.

## Биография
Аврамов е роден в Горни или Долни Порой, Сярско. Влиза във ВМРО. След 1922 година е войвода на организацията в родното си Поройско. През юли 1924 година е делегат на Струмишкия окръжен конгрес.
Негов четник е и Георги Петров – Ербапо от Света Петка, който по негово нареждане убива родоотстъпника Тодор Петров Иванов от Мътница.